# Apicia geminimacula
Apicia geminimacula là một loài bướm đêm trong họ Geometridae.